# وایتینگتون، شروپ‌شر
وایتینگتون (به انگلیسی: Whittington) یک روستا و محله مدنی در بریتانیا است که در Shropshire واقع شده‌است. وایتینگتون ۲٬۵۹۲ نفر جمعیت دارد.